# Resolució 1748 del Consell de Seguretat de les Nacions Unides
La Resolució 1748 del Consell de Seguretat de les Nacions Unides fou adoptada per unanimitat el 27 de març de 2007. Després de recordar les resolucions prèvies sobre el Líban i la seva regió, incloses les resolucions 1373 (2001), 1566 (2004), 1595 (2005), 1636 (2005), 1644 (2005) i 1664 (2005), el Consell va ampliar el mandat de la Comissió Internacional d'Investigació Independent de les Nacions Unides (UNIIIC) que investiga l'assassinat de l'ex Primer Ministre libanès Rafik Hariri fins al 15 de juny de 2008.

## Detall
Afirmant la seva voluntat de seguir ajudant al Líban en la recerca de la veritat en l'atemptat terrorista del 14 de febrer de 2005 que va assassinar l'ex primer ministre Rafik Hariri i altres 22, el Consell de Seguretat va ampliar aquest matí, fins al 15 de juny de 2008, el mandat de la Comissió Internacional d'Investigació Independent que va crear per investigar aquest atac.
El Consell va mantenir un debat sobre l'informe més recent de la Comissió Internacional d'Investigació Independent el 21 de març (vegeu el comunicat de premsa SC/8973), durant el qual el comissionat Serge Brammertz va dir que es feien progressos significatius, no sols sobre l'atac del 14 de febrer, i que la Comissió continuava brindant assistència tècnica a les autoritats libaneses en uns altres 16 casos, examinant possibles vincles amb el cas Hariri. Aquests casos van incloure l'assassinat del ministre Pierre Gemayel i el bombardeig de dos autobusos a Ain Alaq.
El Consell va assenyalar que no era probable que la Comissió completés els seus treballs abans que expirés el mandat actual. No obstant això, el Consell va declarar que estava disposat a resoldre el mandat anterior, si la Comissió informés que havia completat les seves tasques per mandat.